# 拉冯事件

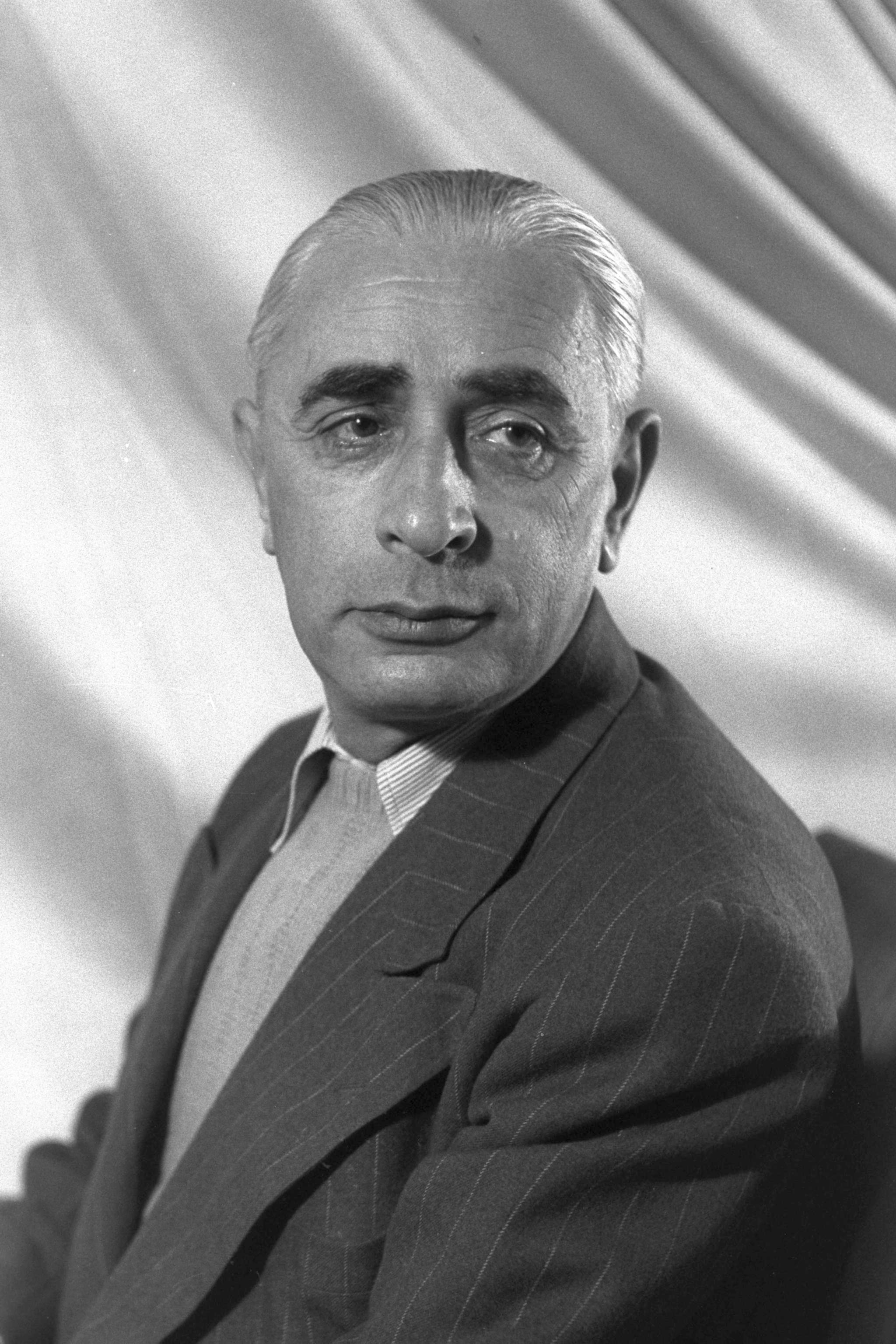
平哈斯·拉冯，以色列國防部長，因本案引咎辭職

拉冯事件（英語：Lavon Affair）是1954年以色列一場失敗的隐蔽行动，該行動代號為苏珊娜行動（英語：Operation Susannah）。以色列特工在埃及策劃一連串恐怖活动失敗後，多名相關人士被拘捕，導致以色列國防部部長平哈斯·拉冯下台。

## 苏珊娜行動
1950年代初，英軍在埃及有駐兵，佔據了蘇伊士運河附近多個軍事基地和機場。美國欲與埃及建立友好關係，於是向英國施壓，建議撤走駐埃英軍。1954年，以色列得知英國打算完全撤出埃及，這意味著埃及可完全掌控原本由英國駐守的機場和軍事基地，英國所留下的先進基地建設能直接威脅以色列。然而以色列發現埃及與英國的協定中有一條內容為「如果埃及發生重大危機，英國可以重返以前的駐軍基地」。以色列國防部部長平哈斯·拉冯和以色列军事情报局局長本雅明·吉卜利上校決定在亞歷山卓發動幾宗炸彈襲擊，瞄準英國和美國所屬的建築物，迫使英國取消撤軍計劃。
以色列在埃及招攬了一些年輕的猶太人，由他們製造土製炸彈發動攻擊，展開苏珊娜行動。1954年7月2日，小組成員在亞歷山卓一郵局外投擲了一枚燃燒彈，7月14日襲擊了美國在亞歷山卓的圖書館。7月23日，小組成員菲利普·纳坦松（Philip Natanson）把炸彈放在口袋，他走到電影院門口時，炸彈突然爆炸，纳坦松當場被捕。除了行動指揮官阿夫里·埃拉德（Avri Elad）成功逃離埃及外，很快地整個小組成員全部落網，審判前有兩名成員在獄中自殺。

## 結果
纳坦松等人在嚴刑迫供下，承認自己是以色列的間諜，而警方亦搜查他們的寓所時找到罪證。審訊在1954年12月展開，以公開審訊形式進行。最後的判決是兩人無罪獲釋，兩人判處絞刑，其餘的六人判處監禁。
苏珊娜行動失敗撼動了以色列政府，拉冯部長和吉卜利上校互相指責，拉冯被迫辭職，其職位由已退出政壇的前總理戴維·本-古里安出任，吉卜利上校亦未能進一步升職而離開國防軍。阿夫里·埃拉德成功逃離埃及，而其它人全部落網引起以方懷疑，認為他是雙面間諜，向埃及提供行動情報。他後來被以色列判處監禁。這次行動亦損壞了以色列與英美兩國的關係。
1960年，以色列成立了專門委员會調查是次行動，最終替平哈斯·拉冯平反。